# Eois cancellata
Eois cancellata är en fjärilsart som beskrevs av W. Warren 1906. Eois cancellata ingår i släktet Eois och familjen mätare. Inga underarter finns listade i Catalogue of Life.